# Копальні Сієле
Копальні Сієле (Siele) – колишні італійські гірничодобувні майданчики, що діяли у верхній частині сточища струмка Сієле (за шість десятків кілометрів на південний схід від Сієни).

## Копальня Сієле (Сієле-Карпін)
Розташований на півдні Тоскани район вулкану Монте-Аміата відомий своїми копальнями ртутної руди (кіноварі), при цьому перший такий гірничий майданчик виник саме у сточищі Сієле. В 1841-му один з місцевих мешканців звернув увагу на шматочки кіноварі у руслі струмка, а в 1846-му кілька єврейських купців заснували компанію Società Industriale Stabilimento Mineralogico Modigliani, що розпочала з 1847-го розвідувальну та видобувну діяльність, при цьому копальня була відома як «Діаччалетто» (Diaccialetto). Поряд з копальнею розмістили плавильні печі, які дозволяли отримувати власне метал в обсягах біля 8 тонн на рік. Великий внесок у розвиток копальні здійснив її директор, французький інженер Альфред Кайо (зокрема, він винайшов один з видів печей, які застосовували на підприємстві), від’їзд якого та низка економічних та виробничих негараздів призвели до закриття шахти в 1860-му. 
Брати Моділ’яні (чиє ім’я звучало в назві компанії) вийшли з проекту, а третій учасних продав його в 1864-му ще одному єврейському підприємцю. Новий власник організував дослідження, через кілька років яких виявили багаті поклади (вміст ртуті міг доходити до 38%), що дало змогу організувати широкомасштабну розробку. Найбільш багаті руди відправляли прямо до печей, тоді як бідні проходили збагачення або залишались у відвалах. 
Роботи тривали кілька десятків років і станом на другу половину 1900-х років родовище було близьке до виснаження. В цих умовах головне значення отримала переробка раніше відкинутої бідної руди, проте в 1914-му копальню все-таки довелось зупинити. Первісно її підтримували в готовності до відновлення робіт, але в 1922-му остаточно покинули, що призвело до затоплення підземних виробіток (відносно останніх відомо про існування шахтного стовбуру «Рафаелло» глибиною 350 метрів). 
Продовжити роботи спробували у східному секторі, де виявили окреме родовище Карпіне (Carpine). Втім, тут копальня встигла пропрацювати лише кілька років та була зупинена в 1931-му на тлі світової фінансової кризи. До 1949-го вона знаходилась на консервації, після чого була остаточно полишена та затоплена.
Наприкінці 1930-х через дискримінаційні закони власники єврейського походження втратили права на копальню, після чого з 1939 по 1974 роки вона належала компанії AulettaArmenise.

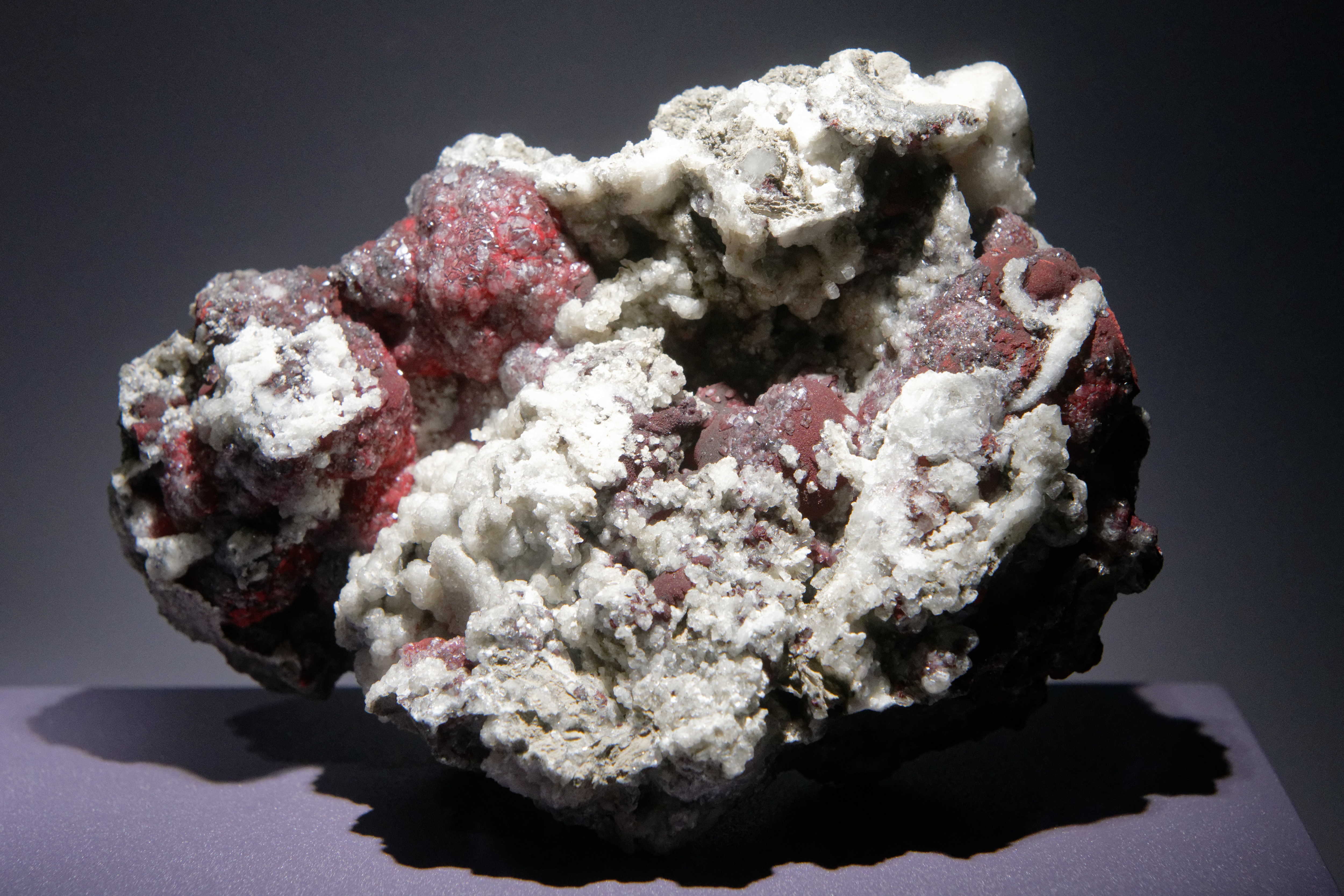
Кіновар з копальні Сієле (музей у Парижі)

## Копальня Сольфорате
В 1873 році права на гірничі роботи в районі Сольфорате отримав німецький підприємець Філіп Шварценберг, потім вони перейшли до його нащадків, а з 1917-го на тлі Першої світової війни власником стала компанія Monte Amiata S.A.p.Az., що знаходилась під контролем Banca Commerciale.
Продукцію Сольфорате транспортували до печей Сієле на тваринах, потім канатною дорогою, а з 1914-го між копальнями ввели в дію тунель «Емілія» завдовжки два кілометра, яким вивозили руду аж до 1963 року. 
З 1908-го рудник забезпечувала електроенергією гідроелектростанція «Caro».
У 1933-му була видана об’єднана гірнича ліцензія «Сольфорате-Карпін», яку отримала компанія Stabilimento minerario del Siele. 
В 1940-му рудник видав рекордний за всю історію обсяг ртуті у 1430 тонн, а на 1957 рік припав рекордний обсяг вилученої руди (але не цільового металу) – 85 тисяч тонн.

## Підсумки та сучасний стан
Гірничодобувна активність в районі Сієле припинилась у 1974 (за іншими даними – 1973) році. Всього за час роботи тут копалень вилучили 3,97 млн тонн руди, з якої отримали 32 тисячі тонн металу, що становило біля 31% від підсумкового результату гірничодобувного регіону Монте-Аміата (друге значення після копальні Аббадія-Сан-Сальваторе).
На початку 21 століття на основі копальні Сієле спробували створити музей, який, зокрема, надавав змогу відвідати початковий відтинок тунелю «Емілія» до району стовбура «Рафаелло». Втім, у другій половині 2010-х цей проект опинився під загрозою.